# 巉口村墓群
巉口村墓群（包括遗址），位于中国甘肃省定西市安定区，为一个省级文物保护单位，类型为古墓葬。
巉口村墓群的历史年代为汉代。